# Kaspersky Lab
Kaspersky Lab is een Russisch, niet-beursgenoteerd softwarebedrijf gespecialiseerd in computerbeveiliging en antivirussoftware.

## Beschrijving
Kaspersky is een internationale groep die wereldwijd actief is in bijna 200 landen en gebieden. Het bedrijf is een private organisatie, waarvan de holding is geregistreerd in het Verenigd Koninkrijk. Kaspersky heeft momenteel meer dan 2.800 werknemers in dienst en heeft 31 eigen regionale kantoren in 30 landen. Het Benelux-kantoor is gevestigd in Utrecht, Nederland. De R&D centers van het bedrijf zijn over de hele wereld te vinden, waaronder Europa, de Verenigde Staten, Zuid-Amerika, China, Japan en Rusland.
Als leverancier van antivirussoftware voor consumenten staat het bedrijf mondiaal in de top vier. Het bedrijf stond als vierde genoteerd in de IDC rating Worldwide Endpoint Security Revenue by Vendor, 2012. Deze klassering werd gepubliceerd in het IDC-rapport "Worldwide Endpoint Security 2013-2017 Forecast and 2012 Vendor Shares (IDC #242618, augustus 2013). Dit rapport classificeerde softwareleveranciers op basis van inkomsten uit verkopen van endpoint beveiligingsoplossingen in 2012. Het bedrijf is in 1997 opgericht door Eugene Kaspersky (huidig CEO), Natalya Kaspersky en Alexey De-Monderiken. Kaspersky biedt digitale beveiligingsoplossingen voor de enterprisemarkt, het MKB en consumenten.

### Partners
Kaspersky heeft meer dan 120 wereldwijde partner- en OEM-overeenkomsten met bedrijven zoals Microsoft, IBM, Cisco, Juniper Networks, Alcatel Lucent, Check Point, D-Link, Netgear, ZyXel,  Lenovo, Facebook, Qualcomm, SafeNet enz.

### Concurrenten
Concurrenten van Kaspersky in de antivirusindustrie zijn onder andere Avira, BitDefender, BullGuard, F-Secure, McAfee, Panda Security, Sophos, Symantec en Trend Micro.

## Testen en beoordelingen
In 2013 nam Kaspersky deel aan 75 testbeoordelingen. Kasperskyproducten behaalden in 42 gevallen de eerste plek en in 86% van de testen behoorde Kaspersky tot de top drie.